# Pavare pătrată de ordin infinit
În geometrie pavarea pătrată de ordin infinit este o pavare regulată a planului hiperbolic. Este reprezentată de simbolul Schläfli {4,∞}. Toate vârfurile sunt ideale, situate la „infinit” și văzute la limita proiecției pe discul hiperbolic Poincaré.

## Colorare uniformă

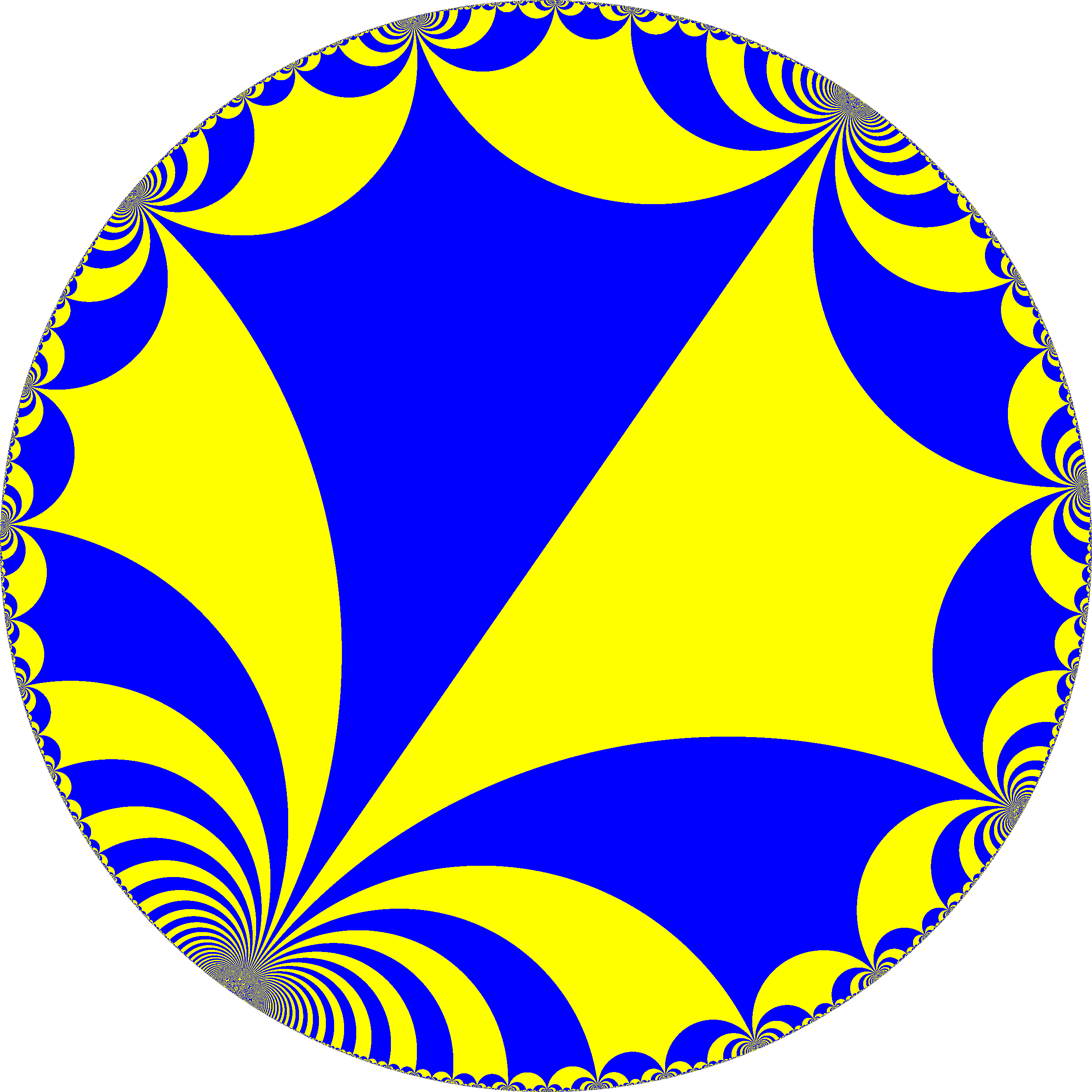

Există o formă cu simetria pe jumătate, , văzută cu culori alternante.

## Simetrie

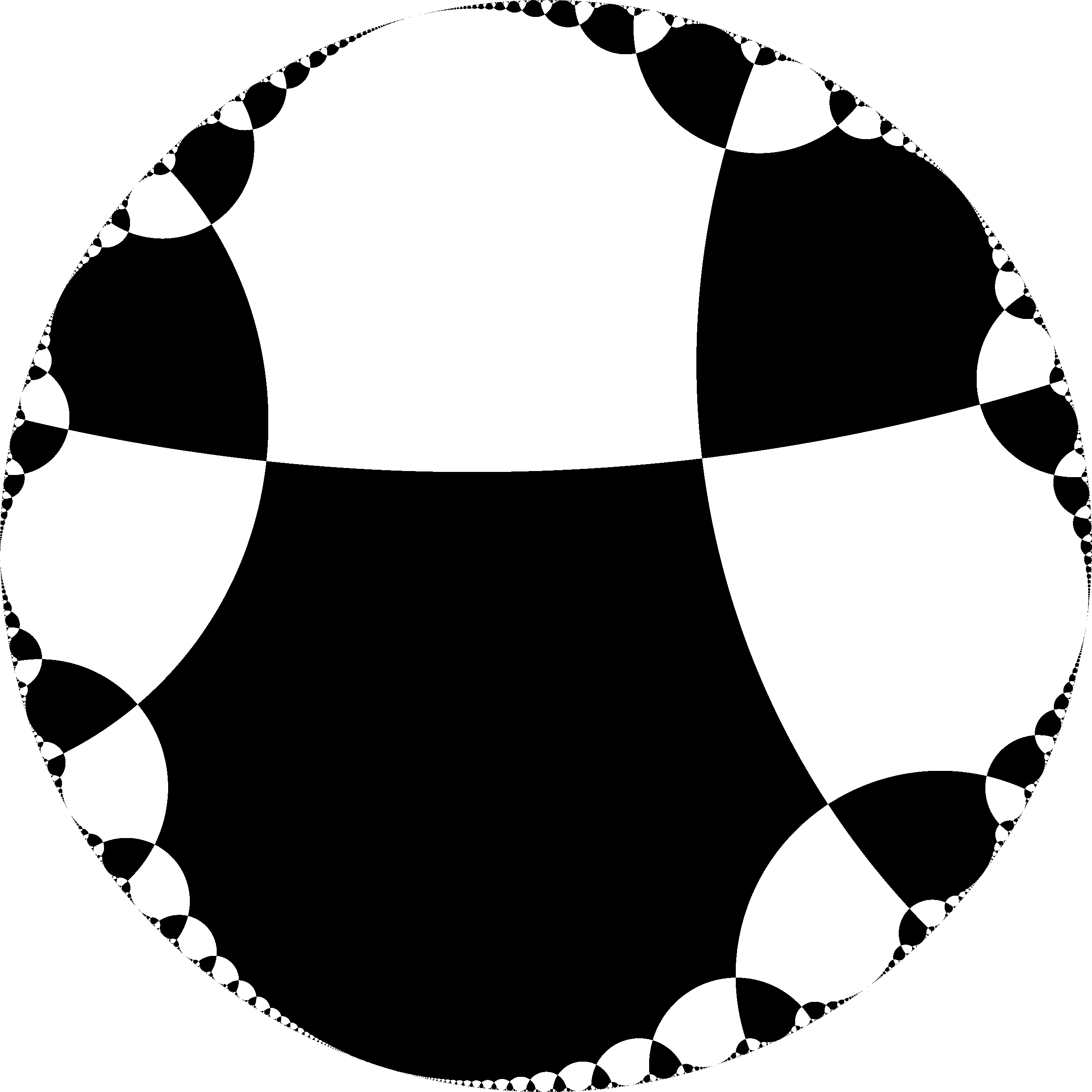

Această pavare reprezintă liniile de oglindire ale simetriei *∞∞∞∞. Duala acestei pavări definește domeniile fundamentale ale simetriei (*2∞) în notația orbifold.

## Poliedre și pavări înrudite

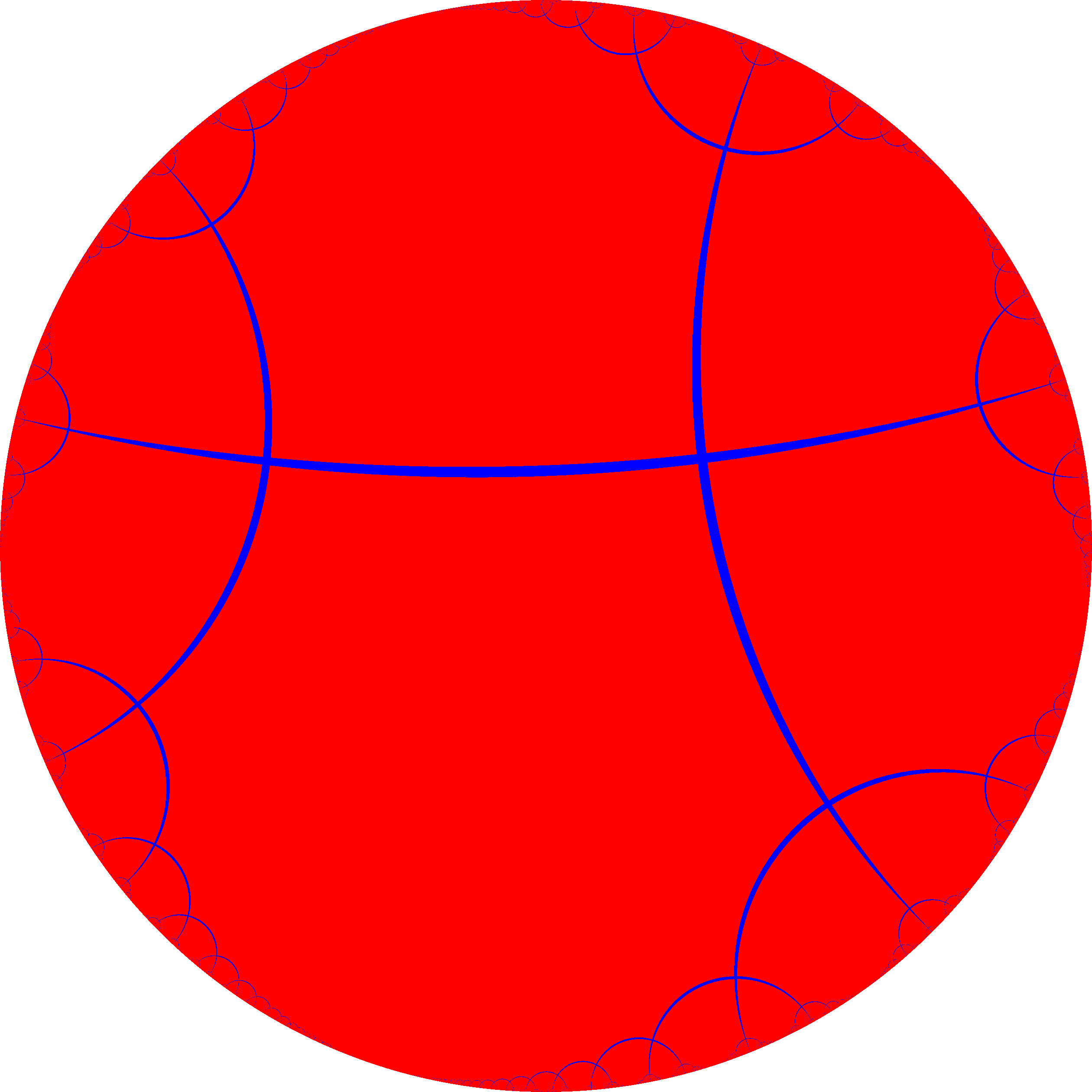
Pavarea duală

Această pavare este înrudită topologic cu șirul poliedrelor regulate cu figura vârfului (4n).
| · {4,3} · | · {4,4} · | · {4,5} · | · {4,6} · | · {4,7} · | · {4,8}... · | · {4,∞} · |

|                 |              |                  |                |                |                   |              |
|                 |              |                  |                |                |                   |              |
| {∞,4}           | t{∞,4}       | r{∞,4}           | 2t{∞,4}=t{4,∞} | 2r{∞,4}={4,∞}  | rr{∞,4}           | tr{∞,4}      |
| Figuri duale    |              |                  |                |                |                   |              |
|                 |              |                  |                |                |                   |              |
|                 |              |                  |                |                |                   |              |
| V∞4             | V4.∞.∞       | V(4.∞)2          | V8.8.∞         | V4∞            | V43.∞             | V4.8.∞       |
| Alternări       |              |                  |                |                |                   |              |
| [1+,∞,4] (*44∞) | [∞+,4] (∞*2) | [∞,1+,4] (*2∞2∞) | [∞,4+] (4*∞)   | [∞,4,1+] (*∞2) | [(∞,4,2+)] (2*2∞) | [∞,4]+ (∞42) |
| · =             |              |                  |                | · =            |                   |              |
| h{∞,4}          | s{∞,4}       | hr{∞,4}          | s{4,∞}         | h{4,∞}         | hrr{∞,4}          | s{∞,4}       |
|                 |              |                  |                |                |                   |              |
| Duale alternate |              |                  |                |                |                   |              |
|                 |              |                  |                |                |                   |              |
|                 |              |                  |                |                |                   |              |
| V(∞.4)4         | V3.(3.∞)2    | V(4.∞.4)2        | V3.∞.(3.4)2    | V∞             | V∞.44             | V3.3.4.3.∞   |